# West Bay (Barrington Passage)
West Bay – zatoka (ang. bay) cieśniny Barrington Passage w kanadyjskiej prowincji Nowa Szkocja, w hrabstwie Shelburne; nazwa urzędowo zatwierdzona 26 kwietnia 1965.